# Mesquita de Selim
A Mesquita de Selim (em turco: Selimiye Camii) é uma mesquita otomana situada na cidade de Edirne, na Turquia. Construída ente 1568 e 1574, é usualmente apontada como a obra-prima do arquiteto imperial otomano Mimar Sinan..